# 吉祥寺 (台北市)
吉祥寺位於台灣台北市東山路，為主祀釋迦牟尼之佛教廟宇。該建物興建於1964年，今為位於台北士林區之仿古廟宇建築。另外，該廟宇的組織型態為管理人制，祭典日期則是每年農曆之四月初八。
53年創建臨濟曹洞派，開山祖師第一任慧光法師，民國69年圓寂，長老住持賢頓老和尚掌寺，至今由明宏法師主持。